# Оберстрайт
Оберстрайт (нім. Oberstreit) — громада в Німеччині, розташована в землі Рейнланд-Пфальц. Входить до складу району Бад-Кройцнах. Складова частина об'єднання громад Рюдесгайм.
Площа — 1,01 км2. Населення становить 290 ос. (станом на 31 грудня 2020).